# 221149 Cindyfoote
221149 Cindyfoote este un asteroid din centura principală de asteroizi.

## Descriere
221149 Cindyfoote este un asteroid din centura principală de asteroizi. A fost descoperit pe 3 octombrie 2005 în cadrul proiectului CSS. Asteroidul prezintă o orbită caracterizată de o semiaxă mare de 2,61 ua, o excentricitate de 0,03 și o înclinație de 3,9° în raport cu ecliptica.